# Atletismo nos Jogos Pan-Americanos de 1971 - Lançamento de dardo masculino
A prova do lançamento de dardo masculino nos Jogos Pan-Americanos de 1971 foi realizada em Cali, Colômbia.

## Medalhistas
| Ouro                            | Prata                           | Bronze                       |
| Cary Feldman USA Estados Unidos | Bill Skinner USA Estados Unidos | Amado Morales PUR Porto Rico |

## Resultados
| Posição           | Nome             | Nacionalidade      | Marca | Notas |
| ----------------- | ---------------- | ------------------ | ----- | ----- |
| Medalha de ouro   | Cary Feldman     | USA Estados Unidos | 81.52 |       |
| Medalha de prata  | Bill Skinner     | USA Estados Unidos | 80.36 |       |
| Medalha de bronze | Amado Morales    | PUR Porto Rico     | 76.14 |       |
| 4                 | Justo Perello    | CUB Cuba           | 73.56 |       |
| 5                 | Juan Jarvis      | CUB Cuba           | 71.60 |       |
| 6                 | Jorge Peña       | CHI Chile          | 69.06 |       |
| 7                 | Richard Dowswell | CAN Canadá         | 67.38 |       |
| 8                 | Paulo de Faria   | BRA Brasil         | 66.12 |       |